# Вайлуа-Гомстед (Гаваї)
Вайлуа-Гомстед (англ. Wailuā Homesteads) — переписна місцевість (CDP) в США, в окрузі Кауаї штату Гаваї. Населення — 5863 особи (2020).

## Географія
Вайлуа-Гомстед розташована за координатами 22°4′9″ пн. ш. 159°22′53″ зх. д. / 22.06917° пн. ш. 159.38139° зх. д. (22.069165, -159.381401).  За даними Бюро перепису населення США в 2010 році переписна місцевість мала площу 19,18 км², з яких 18,92 км² — суходіл та 0,26 км² — водойми.

## Демографія
Згідно з переписом 2010 року, у переписній місцевості мешкало 5188 осіб у 1930 домогосподарствах у складі 1355 родин. Густота населення становила 270 осіб/км².  Було 2106 помешкань (110/км²).
Расовий склад населення:
| - 46,5 % — білих - 21,0 % — азіатів - 7,0 % — вихідців з тихоокеанських островів - 0,4 % — чорних або афроамериканців - 0,3 % — корінних американців |

До двох чи більше рас належало 24,2 %. Частка іспаномовних становила 8,6 % від усіх жителів.
За віковим діапазоном населення розподілялося таким чином: 20,8 % — особи молодші 18 років, 66,2 % — особи у віці 18—64 років, 13,0 % — особи у віці 65 років та старші. Медіана віку мешканця становила 44,6 року. На 100 осіб жіночої статі у переписній місцевості припадало 96,8 чоловіків;  на 100 жінок у віці від 18 років та старших — 95,6 чоловіків також старших 18 років.
Середній дохід на одне домашнє господарство  становив 81 711 долар США (медіана — 69 527), а середній дохід на одну сім'ю — 88 922 долари (медіана — 77 083). Медіана доходів становила 45 561 долар для чоловіків та 43 883 долари для жінок. За межею бідності перебувало 8,0 % осіб, у тому числі 0,8 % дітей у віці до 18 років та 6,4 % осіб у віці 65 років та старших.
Цивільне працевлаштоване населення становило 3097 осіб. Основні галузі зайнятості: мистецтво, розваги та відпочинок — 22,8 %, освіта, охорона здоров'я та соціальна допомога — 15,1 %, будівництво — 13,3 %.